# Dielsdorf
Dielsdorf är en ort och kommun i kantonen Zürich i Schweiz. Kommunen har 6 391 invånare (2023).
Dielsdorf är huvudort i distriktet Dielsdorf.